# Flaipano
Flaipano (Flaipan in friulano, Fejplan in sloveno) è una frazione del comune di Montenars, in provincia di Udine.

## Storia
Fu completamente distrutta dal terremoto del 6 maggio 1976. La ricostruzione fu effettuata dal comitato Claps Furlans, senza alcun intervento pubblico e in tempi brevissimi: fu infatti il primo nucleo abitativo ricostruito integralmente.

## Società

### Lingue e dialetti
Come lo sono oggi le frazioni della parte montana dei comuni di Attimis, Faedis, Nimis, Torreano e Prepotto, Flaipano si è (assieme ad altre borgate del comune di Montenars come Cretto/Ouše) a lungo trovata a ridosso del confine tra il mondo linguistico romanzo (friulano ed italiano) e quello slavo - dal momento che a Flaipano stessa era, in passato, lingua d'uso una parlata riconducibile al sistema dialettale dello sloveno. Non è un caso che la zona di Montenars venga, in alcuni contesti, collocata nel paesaggio culturale della Slavia friulana e che lo stesso comune di Montenars sia stato, in sede di definizione della zona di applicazione della Legge di tutela della minoranza linguistica slovena (38/2001), inizialmente collocato all'interno della stessa.
Al giorno d'oggi a Flaipano il dialetto sloveno è stato quasi completamente soppiantato dal friulano (unica lingua minoritaria tutelata nel comune di Montenars ai sensi della Legge di tutela delle minoranze linguistiche storiche n. 482/99 e delle leggi regionali in materia) e dall'italiano e sopravvive impercettibile tra pochissimi abitanti.